# AIBA Challenge Matches
Die AIBA Challenge Matches waren internationale Boxwettkämpfe die von der Association Internationale de Boxe Amateure (AIBA) organisiert wurden. Das erste Turnier wurde 1983 in zwei Ländern (USA und Tokio) ausgetragen, das zweite fand 1984 in Los Angeles statt. Von 1985 bis 1988 wurden keine Wettkämpfe abgehalten. Von 1989 bis 1994 wurden dann im Jahresrhythmus Turniere ausgetragen.

## Bekannte Turniersieger
Bekannte Turniersieger waren unter anderem der zweifache Amateurweltmeister im Halbschwergewicht Pablo Romero, der Amateurweltmeister und Olympiasieger im Weltergewicht Mark Breland, der dreifache Weltmeister Adolfo Horta, der Olympiasieger und Profiweltmeister der Verbände WBA, WBC und IBF Pernell Whitaker, der Olympiasieger und Amateurweltmeister im Superschwergewicht Tyrell Biggs, der dreifache Olympiasieger und Amateurweltmeister Teófilo Stevenson, der Rekord-Weltmeister im Schwergewicht Félix Savón, der Olympiasieger, Weltmeister und Rekord-Europameister im Halbfliegengewicht Iwajlo Marinow, der Weltmeister im Halbmittelgewicht Ángel Espinosa, der Zweichfach-Weltmeister Eric Griffin, der dreifache Weltmeister Francisc Vaștag, der Olympiasieger und dreifache Amateurweltmeister im Superschwergewicht Roberto Balado, der Zweichfach-Weltmeister István Kovács, der vierfache Weltmeister Juan Hernández Sierra, der Amateurweltmeister und Olympiasieger im Halbmittelgewicht Juan Carlos Lemus, der Olympiasieger und WBC-, WBA-, IBF- und WBO-Weltmeister Óscar de la Hoya, der WBC- und IBF-Weltmeister Vernon Forrest, der zweifacher Amateurweltmeister und Olympiasieger Héctor Vinent, der Olympiasieger und Amateurweltmeister Daniel Petrow, der dreifache Welt- und Europameister und Mayweather-Bezwinger Serafim Todorow, der zweifache Amateurweltmeister und Olympiasieger Ariel Hernández und der Amateurweltmeister im Halbschwergewicht Ramón Garbey.

## Wettkämpfe
| AIBA Challenge Matches | AIBA Challenge Matches | AIBA Challenge Matches | AIBA Challenge Matches     | AIBA Challenge Matches |
| Nr.                    | Jahr                   | Ort                    | Land                       | Artikel                |
| ---------------------- | ---------------------- | ---------------------- | -------------------------- | ---------------------- |
| 1                      | 1983                   | Reno / Tokio           | Vereinigte Staaten / Japan | Details                |
| 2                      | 1984                   | Los Angeles            | Vereinigte Staaten         | Details                |
| 3                      | 1989                   | Casablanca             | Marokko                    | Details                |
| 4                      | 1990                   | West-Berlin            | BR Deutschland             | Details                |
| 5                      | 1991                   | Bangkok                | Thailand                   | Details                |
| 6                      | 1992                   | Tampa                  | Vereinigte Staaten         | Details                |
| 7                      | 1993                   | Istanbul               | Türkei                     | Details                |
| 8                      | 1994                   | Dublin                 | Irland                     | Details                |